# Motor de rachetă

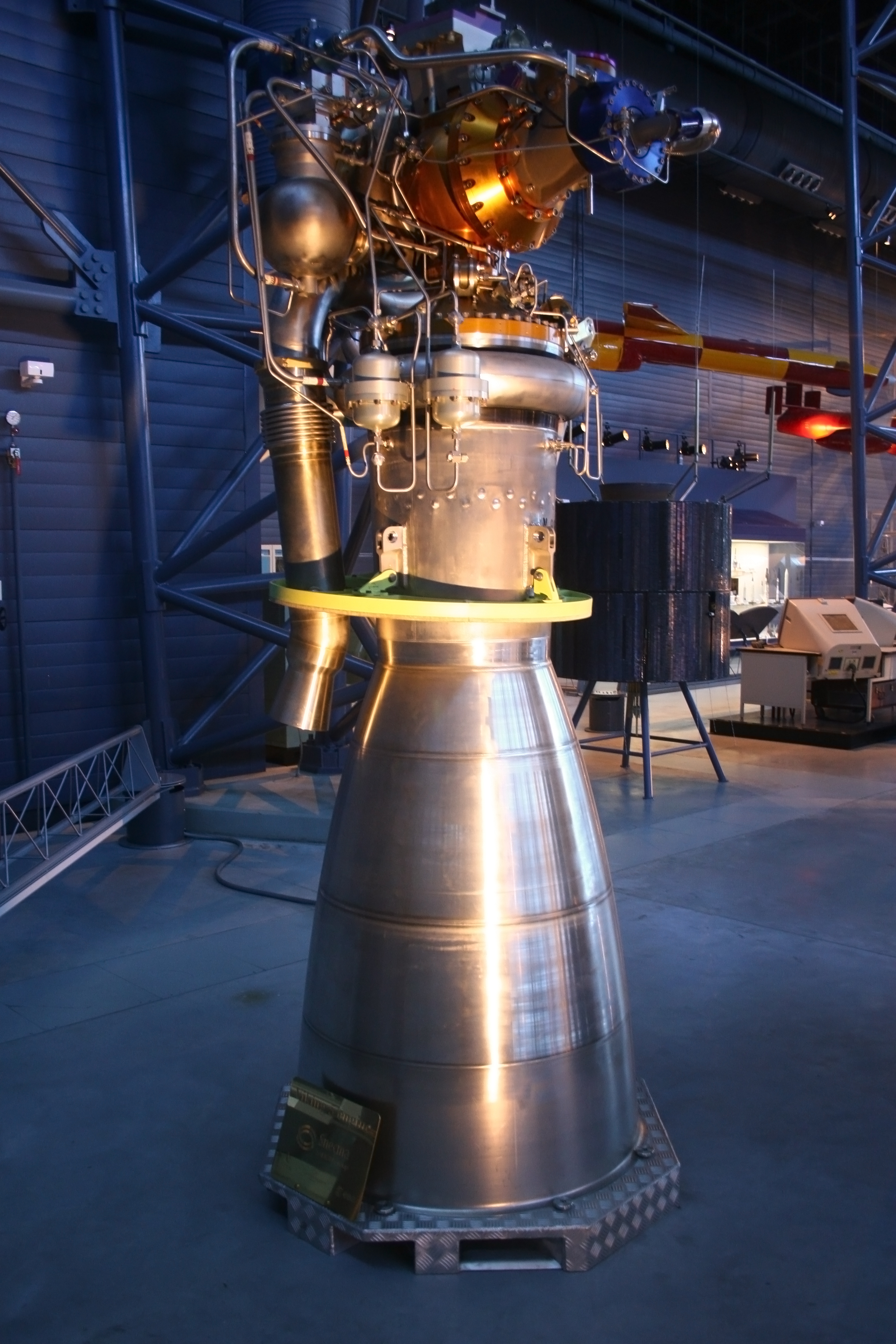
Motorul rachetei "Viking 5C"

Motorul de rachetă este un motor utilizat pentru acționarea navelor spațiale.
Fiind un motor cu reacție, propulsia se realizează prin evacuarea cu mare viteză a unui jet gazos, dar, spre deosebire de motorul aeroreactor, funcționarea are loc independent de mediul exterior, carburantul și comburantul aflându-se în corpul rachetei.
Cel mai răspândit tip este motorul-rachetă termochimic, la care jetul de gaze, cu presiunea și temperatura ridicate, se realizează în urma unor reacții chimice puternic exoterme.
Motorul-rachetă termochimic utilizând combustibil solid sau lichid, este constituit din: camera de ardere, ajutaj reactiv, rezervoare de combustibil, sistem de alimentare, dispozitiv de aprindere. 
Un dintre cele mai utilizate substanțe este propergolul, care poate fi:
- lichid, în care caz forța de tracțiune este reglată prin acționarea asupra debitului;
- solid: încărcătura este amplasată în camera de ardere, iar forța de propulsie este reglată prin modificarea suprafeței de ardere a blocului de propergol.

Alte tipuri de motoare-rachetă sunt:
- motorul-rachetă electric: utilizează energia electrică pentru accelerarea jetului format dintr-un fluid ionizat sau din plasma unui gaz.
- motorul-rachetă nuclear: utilizează energia termonucleară pentru a încălzi jetul de gaze sau utilizează pentru propulsie un jet de izotopi radioactivi.